# Clos des Artistes
Le clos des Artistes (en néerlandais : Kunstenaarsgaarde) est un clos bruxellois de la commune de Schaerbeek accessible par la locale du boulevard Léopold III.

## Histoire et description
Ce clos honore les très nombreux artistes qui ont séjourné à Schaerbeek et tout spécialement ceux qui n’ont pas donné leur nom à une rue. Il fait partie du quartier des Jardins.
La numérotation des habitations va de 1 à 6 de manière continue.

## Voies d'accès
- arrêt Léopold III de la ligne 7 du tramway de Bruxelles
- arrêt Pentathlon de la ligne 62 du tramway de Bruxelles